# Mario Kart Wii
Vous lisez un « bon article » labellisé en 2013.
Mario Kart Wii (マリオカートWii, Mario Kāto Uī) est un jeu vidéo de course développé par Nintendo EAD et édité par Nintendo. Il est sorti sur la Wii le 10 avril 2008 au Japon, le 11 avril 2008 en Europe, et le 24 avril 2008 en Australie et en Amérique du Nord. C'est le sixième opus de la série Mario Kart et le premier dans lequel le joueur peut utiliser des motos en plus des karts. Comme les autres jeux de la série, Mario Kart Wii met en scène les principaux personnages de l'univers de Mario et les oppose dans des courses disputées à 12 sur des circuits situés dans les différents lieux du monde de Mario.
Mario Kart Wii a été favorablement accueilli par la critique, avec une moyenne de 82 % sur le site de compilations de critiques Metacritic. Le gameplay et le mode en ligne ont été appréciés tandis que les critiques ont trouvé que les graphismes avaient peu évolué depuis le jeu précédent et jugé le mode bataille décevant. Le jeu est un très grand succès commercial. Avec 37,38 millions d'unités écoulées, c'est le second épisode le plus vendu de la série derrière Mario Kart 8 Deluxe.

## Univers

### Personnages
Le jeu comprend un total de vingt-six personnages, tous répartis selon différentes catégories de poids qui influent sur leur jouabilité et leurs statistiques : léger, moyen et lourd. Douze personnages sont initialement jouables et quatorze autres sont à débloquer. Mario, Luigi, Peach, Bébé Mario, Bébé Peach, Yoshi, Wario, Waluigi, Donkey Kong, Bowser, Toad et Koopa sont présents dès le début du jeu tandis que Daisy, Bébé Daisy, Bébé Luigi, Birdo, Toadette, Roi Boo, Skelerex, Bowser Jr., Diddy Kong, Harmonie, Bowser Skelet, Funky Kong et le Mii (disponible en deux tenues dites « A » et « B ») sont à débloquer.
Bébé Peach, Harmonie, Funky Kong, le Mii et Bowser Skelet sont pour la toute première fois jouables dans la série Mario Kart. Quant à Bébé Daisy, elle fait sa toute première apparition dans un jeu de la série Super Mario.

### Circuits et arènes
Les circuits prennent place dans l'univers de la série Super Mario. Un total de trente-deux circuits est disponible dans le jeu. Ils sont ainsi répartis en huit coupes de quatre courses chacune. À l'instar de l'opus précédent, Mario Kart DS, la mécanique de circuits rétros fait son retour. Il s'agit de circuits issus des précédents jeux de la série qui ont été revisités pour cet épisode.
De plus, plusieurs arènes sont disponibles pour les différents modes de batailles. Le jeu en propose une dizaine.
| Circuits inédits      | Circuits inédits      | Circuits inédits        | Circuits inédits      |
| Coupe Champignon      | Coupe Fleur           | Coupe Étoile            | Coupe Spéciale        |
| --------------------- | --------------------- | ----------------------- | --------------------- |
| Circuit Luigi         | Circuit Mario         | Circuit Daisy           | Ruines Sec Sec        |
| Prairie Meuh Meuh     | Supermarché Coco      | Cap Koopa               | Route Clair de Lune   |
| Gorge Champignon      | Pic DK                | Bois Vermeil            | Château de Bowser     |
| Usine Toad            | Mine Wario            | Volcan grondant         | Route Arc-en-ciel     |
| Circuits rétros       |                       |                         |                       |
| Coupe Carapace        | Coupe Banane          | Coupe Feuille           | Coupe Éclair          |
| GCN Plage Peach       | N64 Royaume Sorbet    | DS Désert du Soleil     | SNES Circuit Mario 3  |
| DS Cascades Yoshi     | GBA Plage Maskass     | GBA Château de Bowser 3 | DS Jardin Peach       |
| SNES Vallée Fantôme 2 | DS Quartier Delfino   | N64 Jungle DK           | GCN Montagne DK       |
| N64 Autodrome Mario   | GCN Stade Waluigi     | GCN Circuit Mario       | N64 Château de Bowser |
| Arènes                |                       |                         |                       |
| Inédites              | Square Bloc           | Jetée Delfino           | Stade Funky Kong      |
| Inédites              | Roulette Chomp        | Désert Thwomp           | Galaxie circulaire    |
| Rétros                | SNES Arène Bataille 4 | GBA Arène Bataille 3    | N64 Gratte-ciel       |
| Rétros                | GCN Cookie Arena      | DS Maison de l'Aube     |                       |

Enfin, certains circuits et certaines arènes ont été revisités dans des épisodes postérieurs de la série en tant que circuits « rétros » :
- Dans Mario Kart 7 : les circuits Gorge Champignon, Supermarché Coco, Cap Koopa et Bois Vermeil.
- Dans Mario Kart 8 : les circuits Prairie Meuh Meuh et Volcan grondant, ainsi que Mine Wario en contenu additionnel.
- Dans Mario Kart 8 Deluxe : les circuits Prairie Meuh Meuh, Mine Wario et Volcan grondant, ainsi que Gorge Champignon, Supermarché Coco, Pic DK, Circuit Daisy, Cap Koopa, Bois Vermeil, Route Clair de Lune et Route Arc-en-ciel en contenu additionnel.
- Dans Mario Kart Tour : les circuits Gorge Champignon, Supermarché Coco, Pic DK, Circuit Daisy, Cap Koopa, Bois Vermeil, Ruines Sec Sec, Route Clair de Lune et Route Arc-en-ciel.
- Dans Mario Kart World : les circuits Prairie Meuh Meuh et Usine Toad.

### Objets
Comme ses prédécesseurs, Mario Kart Wii met à la disposition de nombreux objets, qui peuvent renverser le cours d'une bataille ou d'une course. De nombreux objets récurrents sont proposés, comme la Banane, la Carapace à épines et le Bloups, ainsi que trois nouveaux :
- Le Bloc POW : une fois activité, ce bloc génère une onde de choc qui touche tous les pilotes se trouvant sur la piste.
- Le Méga Champi : ce champignon rend le joueur géant et invincible pendant quelques instants. Celui-ci peut alors prendre des raccourci sans être ralenti et renverser les concurrents se situant sur son passage.
- Le Nuage Zap : cet objet a la faculté d'accroitre la vitesse de son porteur, mais ce dernier subit l'effet d'un Éclair s’il ne s'en débarrasse pas à temps. Le joueur peut s'en débarrasser en heurtant un autre joueur, qui recevra le Nuage Zap à son tour.

## Système de jeu

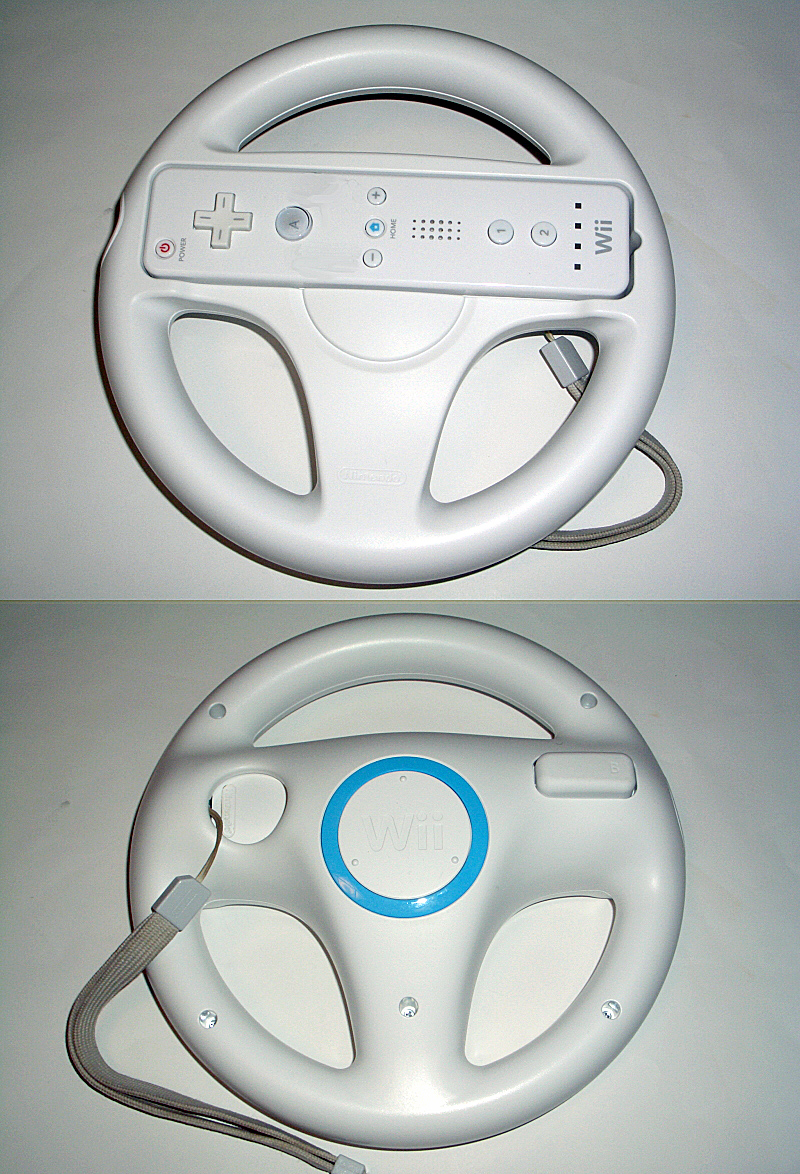
Wii Wheel avec Wiimote insérée.

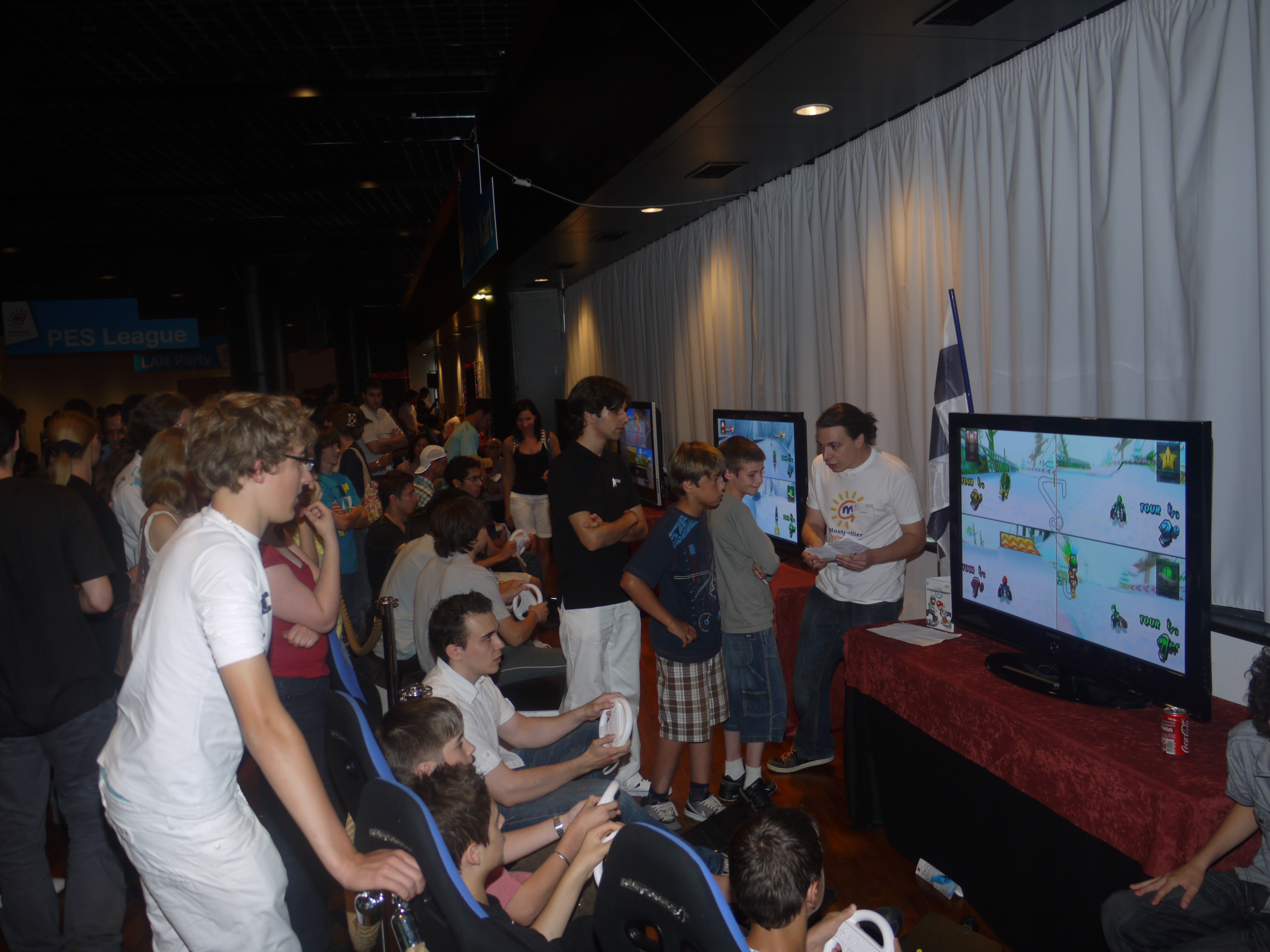
Personnes jouant à Mario Kart Wii avec le Wii Wheel durant le salon Montpellier in Game, en 2010.

### Généralités
Dans Mario Kart Wii, le joueur prend part à une course et affronte onze concurrents issus de l'univers de Mario dans un lieu situé dans cet univers. Pour la première fois dans la série, il peut contrôler des motos en plus des karts. Pendant la course, l'écran offre une vue depuis derrière à la troisième personne du véhicule, le rang actuel du joueur, la carte du parcours, le temps, le tour actuel, le nombre de tours de la course et l'objet actuel. Chaque circuit comporte des boîtes d'objets que le joueur peut ramasser en passant à travers, ce qui lui permettra d'obtenir un objet choisi au hasard avec lequel le joueur prendra un avantage sur ses adversaires. Certains objets, tels que la peau de banane ou les carapaces, permettent d'attaquer les karts adverses afin de les ralentir tandis que d'autres, comme le champignon ou Bill Ball, augmentent la vitesse du véhicule. Le joueur peut choisir entre les dérapages manuels ou automatiques. Si le dérapage est assez long, il obtient un mini-turbo. Il n'est plus possible d'optimiser le mini-turbo en appuyant successivement sur plusieurs boutons, comme c'était le cas dans certains des épisodes précédents. Le joueur peut aussi augmenter sa vitesse pour un court instant en effectuant des figures en l'air après un saut ou en se mettant sur la roue arrière de sa moto. En plus des courses, deux types de batailles sont disponibles : la bataille de ballons et la chasse aux pièces. Quatre permis, qui correspondent au fichier de sauvegarde d'un joueur, peuvent être créés et chaque permis est associé à un Mii.
Dans ce jeu, les circuits sont répartis en huit coupes. Quatre coupes proposent des circuits originaux développés spécifiquement pour la version Wii du jeu. Les quatre autres coupes contiennent quant à elles une compilation de circuits appartenant à des versions antérieures de Mario Kart adaptés à cette version du jeu. Chaque coupe regroupe quatre circuits, ce qui porte le nombre total de circuits à trente-deux. Quatre coupes sont disponibles dès le début et les quatre autres sont à débloquer. Les batailles se déroulent dans 10 arènes, dont 5 nouvelles et 5 adaptées de versions antérieures. Vingt-quatre personnages, auxquels sont adjoints les Miis, apparaissent dans Mario Kart Wii. Douze d'entre eux sont disponibles dès le commencement du jeu et les douze autres, ainsi que les Miis, sont à débloquer. À chaque personnage correspond une catégorie de poids (léger, moyen ou lourd).
Trois karts et trois motos sont disponibles dès le début pour les personnages de chaque catégorie de poids. En avançant dans le jeu, le joueur peut débloquer trois karts et trois motos supplémentaires. Il y a donc six karts et six motos disponibles pour les personnages de chacune des trois catégories de poids et 36 véhicules différents au total. Les véhicules possèdent sept caractéristiques qui influencent leur comportement pendant une course : la vitesse, le poids, l'accélération, la maniabilité, le dérapage, le hors-piste et le mini-turbo. Les valeurs de chaque caractéristique sont matérialisées par des jauges sur l'écran de sélection du kart.
Il existe plusieurs manières de contrôler le véhicule : le joueur peut tourner la Wiimote seule ou imbriquée dans le Wii Wheel vers la gauche ou la droite ou utiliser les boutons de la Wiimote et du Nunchuk, de la manette classique Wii ou de la manette GameCube.

### Modes de jeu
Mario Kart Wii propose quatre modes de jeux : Grand Prix, Contre-la-montre, Course VS et Bataille.
Dans le mode Grand Prix, le joueur choisit un véhicule parmi quatre types de moteurs : 50 cm3 où seuls les karts sont disponibles, 100 cm3 où seules les motos sont disponibles, 150 cm3 et 150 cm3 miroir. Ces classes déterminent le niveau de difficulté de la course : plus le moteur est puissant, plus le véhicule est rapide. La catégorie 150 cm3 miroir, verrouillée au début du jeu, met en scène des véhicules de catégorie 150 cm3 sur des circuits où les pistes sont comme les reflets à travers un miroir des pistes normales. Après avoir progressé dans le jeu, le joueur peut participer aux Grands Prix de toutes les difficultés avec un kart ou une moto. Dans ce mode, le joueur affronte onze adversaires contrôlés par l'ordinateur et concourt dans les différentes coupes du jeu. À l'arrivée d'un circuit, des points sont attribués aux concurrents selon l'ordre d'arrivée. À la fin d'une coupe, un classement général est établi par l'addition des points obtenus lors de quatre courses. Un indice est attribué au joueur en fonction de son rang et de son temps, de bons résultats permettant de débloquer des circuits, des karts et des personnages.
Le mode Contre-la-montre permet d'établir des records de temps sur les différents circuits, sans autres concurrents. Ces records de temps sont matérialisés par un véhicule fantôme, qui reproduit le parcours exact qu'a pris le joueur. Le joueur peut affronter son propre fantôme ou un fantôme déjà installé. Quand il bat le fantôme de base d'un circuit et qu'il atteint un temps déterminé, il débloque un fantôme plus rapide créé par un des développeurs du jeu.
Dans le mode Course VS, le joueur affronte d'autres concurrents, soit dirigés par l'ordinateur soit par jusqu'à trois autres joueurs en multijoueur. Ce mode peut se jouer en solo ou en deux équipes de six et le joueur en choisit la difficulté.
Dans le mode Bataille, le joueur choisit entre deux types de jeu disputés par deux équipes de six. Dans la bataille de ballons, le but est d'éclater ou voler les ballons des véhicules de l'équipe adverse en se servant des objets. La chasse aux pièces consiste à collecter des pièces. On peut également en faire perdre aux adversaires grâce aux objets. Comme dans le mode Course VS, le joueur affronte d'autres concurrents, soit dirigés par l'ordinateur soit par jusqu'à trois autres joueurs en multijoueur.

## Fonctionnalités en ligne

### Mode en ligne
Le mode en ligne est jouable à un ou deux depuis la même Wii et utilise la Connexion Wi-Fi Nintendo. Le joueur se connecte et choisit entre participer à une course VS ou une bataille, en mondial ou en continental. Chaque participant d'une course peut proposer un des 32 circuits ou une des 10 arènes du jeu, et le choix est fait au hasard parmi les propositions des joueurs. Le joueur commence avec 5 000 points et, en fonction du classement et du nombre de concurrents, des points sont ajoutés ou soustraits de ce crédit de départ. Les joueurs peuvent aussi concourir contre des amis, soit en les rejoignant pendant une course, soit en créant une salle pour héberger une course. Des messages prédéfinis peuvent être envoyés aux adversaires. Pour des raisons de sécurité, on ne peut pas écrire de messages avec un clavier. La Connexion Wi-Fi Nintendo, et donc le mode en ligne de Mario Kart Wii, sont désactivés par Nintendo le 20 mai 2014,.

### Chaîne Mario Kart
Grâce au service WiiConnect24, le joueur peut utiliser les fonctionnalités de la chaîne Mario Kart. Il peut installer cette chaîne sur le menu Wii et l'utiliser sans insérer le disque dans la console. Il doit toutefois le faire pour participer à une course.
Le joueur peut enregistrer jusqu'à 30 amis et en rejoindre un dans une course. Pour le mode contre-la-montre, il peut télécharger des fantômes ayant un niveau proche du sien ou ceux des champions du monde et du continent. Il peut également voir les temps de ses amis et échanger des fantômes avec eux. Pour chaque circuit, le joueur peut aussi consulter un graphique affichant des Miis en fonction de leur temps réalisé, ce qui lui permet de se situer par rapport aux joueurs du monde, du continent ou à ses amis. Pour les développeurs, ce système de classement est plus gratifiant pour le joueur que s'il connaissait son rang au niveau mondial.
Un mode appelé concours en Europe et tournois en Amérique est aussi accessible depuis la chaîne Mario Kart. Le joueur participe à un concours disponible pour une durée limitée et peut voir le classement des meilleurs temps réalisés dans ce concours. Le premier concours a lieu en mai 2008. Il s'agit de terminer une course avec des conditions particulières, par exemple le plus rapidement possible en mode VS ou dans un contre-la-montre à contresens.

## Développement

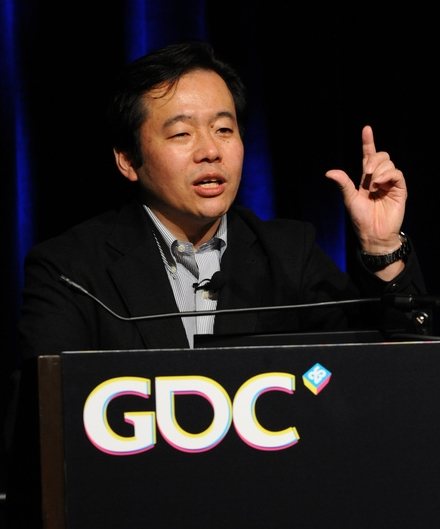
Hideki Konno est le producteur du jeu.

Mario Kart Wii a été développé par le studio Nintendo EAD. Il a été produit par Hideki Konno, qui travaille sur la série depuis le jeu Super Mario Kart sorti en 1992,.
Les motos sont une des grandes nouveautés de Mario Kart Wii. Hideki Konno, qui adore les courses de BMX et de snowboard, a l'idée d'intégrer des éléments des courses BMX dès la version GameCube, mais Shigeru Miyamoto, producteur du jeu, n'est pas convaincu. La possibilité d'ajouter des éléments de sports extrêmes et des figures est à nouveau discutée pour la version DS, mais cela s'avère trop difficile à développer pour une console portable. L'idée est reprise pour la version Wii et des motos sont intégrées au jeu, en plus des karts. Pendant le développement, le jeu est appelé « Mario Kart X » ; le « X » venant du mot « extrême ». Le nom est changé par la suite car le « X » avait déjà été utilisé pour le nom japonais du jeu Super Smash Bros. Brawl. Les développeurs utilisent les capacités de reconnaissance de mouvement de la Wiimote, ce qui est également une nouveauté. Ils développent une trentaine de prototypes basés sur les volants des vrais karts de différentes formes, couleurs et poids avant de choisir l'apparence finale du Wii Wheel. Les Miis, qui apparaissent dans le jeu, ne sont pas jouables dès le début du jeu car, pour les développeurs, des courses avec uniquement des Miis ne constituent pas un vrai Mario Kart. L'intégration des Miis est facilitée par un programmeur ayant travaillé sur la chaîne Mii, et ils apparaissent dans le décor des jeux, par exemple dans le public. De plus, le mode en ligne est amélioré. Lors du développement de Mario Kart DS, Hideki Konno n'a pas pu concrétiser toutes ses idées à cause d'un manque de temps. Elles ont été reprises pour la version Wii. Il y a donc plusieurs améliorations par rapport aux fonctions en ligne de la version DS : des joueurs peuvent rejoindre une partie après chaque course, ce qui évite qu'il y ait de moins en moins de joueurs, ils peuvent voir la localisation de leurs adversaires sur un globe terrestre, on peut facilement rejoindre ses amis grâce à la chaîne Mario Kart et, pour le contre-la-montre, le joueur ne voit pas son classement mais se situe par rapport aux autres joueurs grâce à un graphique sur lequel sont disposés les Miis des joueurs en fonction de leur temps.
Mario Kart Wii est officiellement annoncé à l'E3 2007. La possibilité de jouer en ligne, le Wii Wheel et les premières vidéos du jeu sont dévoilées à l'occasion et la sortie est annoncée pour le premier trimestre 2008,. La possibilité de conduire des motos est annoncée lors de la conférence Nintendo Fall Conference, tenue en octobre 2007. La sortie du jeu est alors annoncée pour le printemps.
Le jeu sort le 10 avril 2008 au Japon, le 11 en Europe, le 24 en Australie et le 27 en Amérique du Nord, puis le 30 avril 2009 en Corée du Sud,,. En 2011, il sort en bundle avec la Wii.

### Équipe de développement
- Producteur général : Shigeru Miyamoto
- Producteur : Hideki Konno
- Directeur : Yasuyuki Oyagi
- Directeur de programmation : Katsuhisa Sato
- Producteur exécutif : Satoru Iwata[21]

### Bande sonore
La musique du jeu a été composée par Asuka Ōta et Nagamatsu Ryo. Les thèmes des circuits déjà présents sur d'autres consoles ont été remixés. Le CD de la bande sonore officielle, qui sort en décembre 2011 sur le site du Club Nintendo japonais, contient 43 pistes du jeu.
Les comédiens de doublage, quatre hommes et quatre femmes, jouent au jeu lors de l'enregistrement des voix des personnages afin de rendre celles-ci plus réalistes. C'est Charles Martinet qui joue le plus de personnages : il prête sa voix à six d'entre eux.

## Accueil

### Critiques
Les critiques de Mario Kart Wii sont globalement positives. Les sites de compilations de critiques GameRankings et Metacritic indiquent tous deux une moyenne d'environ 82 %, calculée sur respectivement 74 et 73 critiques,.
Le magazine Famitsu, qui apprécie particulièrement le mode en ligne, lui attribue un score de 37 sur 40. Il trouve qu'utiliser la Wiimote est « relativement confortable » et que toutes les possibilités de contrôle sont bonnes. IGN le note 8,5 sur 10 et lui décerne le label « Editor's Choice ». Pour ce site, qui salue également les possibilités du mode en ligne mais qui déplore le fait que les objets choisis au hasard peuvent renverser le déroulement de la course, Mario Kart Wii est l'un des meilleurs jeux de karts sur console depuis des années. GameSpot, qui lui attribue la même note qu'IGN, apprécie le grand nombre et l'originalité des circuits et trouve que les motos constituent une bonne alternative aux karts. Il estime en revanche que le fait que les batailles soient jouées uniquement par équipe et chronométrées est un désavantage. Le site 1UP.com salue l'intégration des Miis et le mode en ligne malgré le manque d'un chat en temps réel et estime que l'utilisation du Wii Wheel réduit la maniabilité. Jeuxvideo.com attribue le score de 16 sur 20 à Mario Kart Wii et trouve qu'il s'agit de « l'une des meilleures exclusivités de la console ». Selon ce site, les graphismes ont peu évolué depuis la version GameCube, les nouveaux circuits ne sont pas particulièrement marquants, le choix des anciens circuits est quant à lui mal fait et décevant, mais la difficulté a été augmentée et le gameplay adapté à un public peu expérimenté sans négliger les habitués. Pour Gamekult, qui le note 7 sur 10, le jeu est « toujours aussi fun » et le mode en ligne réussi, mais le Wii Wheel est « un peu gadget », la réalisation est décevante et les circuits « anecdotiques dans l'ensemble ». Le magazine Edge lui attribue un score de 6 sur 10. Il trouve que les batailles sont particulièrement déplaisantes, les joueurs devant faire équipe avec des alliés peu fiables, et que le mode multijoueur local a été négligé en faveur du mode en ligne.

### Ventes
Mario Kart Wii est un très grand succès commercial. Le 14 avril 2008, les premiers chiffres indiquent qu'au Japon, sur les 400 000 exemplaires mis en vente, 300 000 se sont écoulés le premier jour, battant ainsi les ventes du premier jour de sortie de ses prédécesseurs. En 2008, c'est le jeu le plus vendu au Royaume-Uni avec 1,94 million d'exemplaires écoulés, le deuxième aux États-Unis avec cinq millions d'exemplaires et le quatrième au Japon avec deux millions d'exemplaires,,,. C'est également le jeu le plus vendu de l'année en France. Les ventes mondiales atteignent 15,4 millions en mars 2009. Avec ce nombre, le Livre Guinness des records décerne à Mario Kart Wii le record du jeu vidéo de course le plus vendu de l'histoire. Ce record est plus tard amélioré avec 23 millions de ventes en octobre 2010. Le succès du jeu est durable, puisqu'il se situe encore au douzième rang mondial des ventes annuelles en 2011, avec 4,91 millions d'unités écoulées.
Le jeu atteint 37,38 millions d'exemplaires écoulés dans le monde, ce qui en fait la deuxième meilleure vente de la série derrière Mario Kart 8 Deluxe et le deuxième jeu le plus vendu sur Wii après Wii Sports,. C'est également le jeu vidéo le plus vendu de l'histoire en France avec 4,8 millions d'exemplaires vendus, soit plus qu'au Japon (3,7 millions).

### Récompenses
Mario Kart Wii a été récompensé à plusieurs reprises au cours de différents évènements. Lors du Tokyo Game Show 2009, il reçoit un des deux Grand Awards et, aux Kids' Choice Awards 2010, le jeu remporte le prix de « Jeu vidéo préféré ». Par ailleurs, il a été récompensé par plusieurs sites spécialisés. En 2008, GameSpy le nomme « Jeu de l'année sur Wii » et « Jeu de course de l'année sur Wii » tandis qu'IGN le nomme « Meilleur jeu de course sur Wii » et « Meilleur jeu multijoueur en ligne » de l'année,.